# 京極持清
京極 持清（きょうごく もちきよ）は、室町時代中期から後期の武将、守護大名。室町幕府侍所頭人兼山城守護、出雲・隠岐・飛騨・近江守護。京極高光の次男。兄弟に持高、細川持之室。子に勝秀、政光、政経、娘（畠山政長室）。細川勝元は甥にあたる。官位は従四位上・中務少輔、大膳大夫。

## 生涯
京極高光の子として生まれる。のちに元服し、室町幕府第4代将軍足利義持より偏諱を授与されて持清と名乗る。
応永20年（1413年）に父が亡くなり、兄の持高が跡を継ぐが、持高は永享11年（1439年）に子を残さないまま亡くなった。『薩戎記』はこの後に叔父の高数が家督を継いだとし、『西讃府史』は持清が家督を継いだとしている。いずれにせよ、高数は翌々年の嘉吉元年（1441年）6月に起こった嘉吉の乱で、第6代将軍足利義教（義持の弟）と共に赤松満祐邸で赤松家の家臣に討たれる。
室町幕府は満祐の追討軍を播磨へ送り、その間に持清は侍所頭人に任命され京都の警護を行うが、8月に嘉吉の徳政一揆が起こり、清水坂で一揆と戦っている。その後、満祐の追討がなされ、幕府が徳政令を発することにより一揆も治まり、12月に持清は出雲・隠岐・飛騨の守護職を継いだ。
文安3年（1446年）に同族で佐々木氏一門の宗家である六角氏において家督争いが生じ、幕府の命により六角久頼を助けこれを鎮めるが、後に久頼は持清との確執を理由に自害し、嫡子の亀寿丸（六角行高（高頼））が跡を継いだ。翌文安4年（1447年）に侍所頭人を辞任するが、文安6年（1449年）に再任され、以降は寛正7年（1466年）まで長く務める。この間、寛正元年（1460年）には出家して生観と改名しており、2年後の寛正3年（1462年）に開いた花会では池坊専慶に立てさせた花が評判になったという。甥である細川勝元とは関係が深く、勝元と共に畠山政長を支援して御霊合戦にも出陣しているが、政長を助けることはできなかった。
応仁元年（1467年）に応仁の乱が起こると、甥・細川勝元の率いる東軍に家臣で従弟の多賀高忠と共に1万余騎を率いて属し、洛中の花開院塩屋、一条大宮などで西軍と戦う。翌応仁2年（1468年）には西軍についた六角行高と近江で戦い、長男の勝秀と高頼の従兄の六角政堯が高頼の本拠地である観音寺城を落とし、翌文明元年（1469年）には六角氏が代々務めて来た近江守護職に任じられた。出雲では守護代の尼子清定が出雲国人の反乱を鎮圧、恩賞として能義郡奉行職や美保関代官職を与えた（清定には以前に「清」の字も与えている。後述「偏諱を与えた人物」を参照）。以後も高頼との戦いが続く中、文明2年（1470年）に64歳で病死した。
家督は勝秀が応仁2年に持清に先立って亡くなっていたため、孫で勝秀の嫡子と考えられている孫童子丸が継ぐが、孫童子丸もわずか1年で亡くなり、跡を三男の政経と四男とも孫（勝秀の子）ともされる高清が争う。家督は政経が継いだが、頭角を現してきた出雲の守護代尼子経久（清定の子）に出雲を奪われ、そのことによりさらなる内紛が起こる（京極騒乱）。
法名は宝生寺月林生観。墓所は滋賀県米原市の徳源院で、歴代当主と並んで宝篋印塔が置かれている。

## 横川景三作 宝生寺殿拈香拙語京極殿、
宝生寺殿拈香拙語 京極殿、（『小補東遊続集』）
```
外有威名内有仁、到今猶哭四州民、山風吹落蘿龕雪、
舉香、
一瓣梅花專為春、
 娑婆界瞻部洲大日本国江州
瑞石山
居住比丘正綱、龍集
文明
三年辛卯正月十五日、就識廬禅菴、設伊蒲斎會、奉為 宝生寺殿前光禄大夫月林観公大禅定門、資厳報地、鳩六和必芻衆、転五部摩訶衍、修礼円通懺儀、諷演棱厳神咒、仍命本菴住持僧
景三
、焚此妙香、以伸供養、按行実、公、以方伯連帥之職、鎮
飛
・
雲
・
隠
三州、而
江
之為州也、両佐々木割而據之、比年天下騷動、東西鴻溝、其一則党於反矣、朝廷授莭、而討其罪、戦必勝攻必取、既而江之一州、并入公手、実文明二年也、于時正綱、以校尉属麾下、助治定制、其功為大矣、盖小倉氏源実澄是也、無幾、公以疾而薨、国又大乱、於是士之倒戈者、相扇継変、不可以一二而數也、正綱、見之不忍、遂易服成僧、示不屈其節也、瑞石山中磐結一菴、蕭然香燈之奠無怠也、事死猶如事生、豈始終全其忠者也耶、昔
漢
永平
十四年正月十五日、
摩騰
・法蘭、於
白馬寺
、奉鱔食祀百神、現諸神変、宣明仏法、是日劉坡䓁千餘人出家、
勅
於洛陽建十寺千載嘉会也、正綱、夙植梵福、披緇創紺、特涓大神変月、供仏斎僧、以祀其神、不啻報主恩、抑亦報仏恩、
経曰
、無辺刹境、不隔毫端、十世古今、不離当念、由是而言、永平則今文明也、白馬則今識廬也、竺土之教、権輿乎漢、中興乎和、
々
・漢・
竺
三即一、皆従正綱一念子上流出将来、所鳩殊勛、併以追薦超昇、吁大矣哉、仰願三世婆伽梵、各々降臨證明、十界悪叉聚、一々平等利益者也、共惟、
宝生寺殿前光禄大夫月林観公大禅定門、三朝元老、一代異人、左京右京々極居先、蔚彼佐々木望族、天宇地宇々多為氏、高哉彦々火尊親、門闌耀春風桃李、莭操存歲暮松筠、唐郭汾陽之校中書、与其成里冠盖、漢劉子政之迁光禄、曷若拾級金銀、開人物府、致要路津、上烏台而舞文、由来殿中御史、謁黄閤而賜坐、真ヶ幕下高賓、覇策遠出諸将、才華况超䓁倫、詠和歌続
八雲立之詞
、治音安乱音怨、敲棊子吟半夜過之句、白者俗黑者真、臨事坐嘯畫諾、疾悪佞舌諛唇、暴万骨入戦図、忍見
応仁
丁亥、益三刀作刺史、有待文明庚寅、将謂後五百歲闘諍、所貴二十四郡忠臣、加之、日誦紅蓮華妙経、不忘鷲領付嘱、晚摩紫栴檀円頂、莫愧鴻漸風神、伝心之要以修以證、護教之誠不緇不磷、慕月林師而同名、参三門合掌話、与
金粟老
俱示病、了丈室一默因、其住寿也未及華甲、其成績也特鐫翠珉、有餘涅槃無餘涅槃、海山兜率孰為帰処、従一仏国趣一仏国 地獄極楽全絶點塵、破十方空昏暗、脫五濁悪沈淪、人具足本分草料、物々運出自己家珍、這ヶ且置、即今宝生寺殿直作宝生仏、撥転正法輪、南北東西雖分四智、法報応化元是一身、信手擊碎劫空壺、無去年今年之異、從頭擘開威音暦、非小祥小祥之辰、清平世界天下々々、時莭因緣日新々々、諸人者若能信受、何労指陳、不信祇看上元夜、灯々如畫照無垠、
```

## 偏諱を与えた人物
- 尼子清定（清貞）（京極氏一門、出雲国守護代、経久の父）
- 浅井清政?
- 多賀清直（家臣、多賀氏出雲守家）

## 参考史料
- 西讃府史
- 嘉吉記
- 応仁記
- 薩戎記
- 碧山日禄
- 新修島根県史
- 戦国大名閨閥事典 第二巻（小和田哲男編、新人物往来社、1996年）